# Komi-Permjakien

Komi-Permjakien är ett distrikt (okrug) med speciell administrativ status inom Perm kraj i Ryssland. Huvudort är Kudymkar. Distriktet har en yta på 32 900 km² och cirka 127 000 invånare. Det var tidigare ett autonomt okrug som år 2005 slogs samman med Perm oblast och bildade Perm kraj. 